# 王煥 (唐朝)
王涣（859年—901年），一名王煥，字文吉，太原（今属山西）人。
大顺二年（891年）进士及第。景福元年（892年）授秘書省校書郎，不久出為山南西道節度使徐彥若推官，歷官長安縣尉、右拾遺、右補闕。乾寧二年（895年），遷起居郎，轉司勛員外郎。光化三年（900年），授考功郎中兼御史中丞，天復元年（901年）被清海军节度使徐彥若聘为书记，是年十月卒於南下途中。工於詩，有《惆怅诗》十二首，“皆絕唱，膾炙士林”。另有诗三百餘篇，多佚。《全唐诗》存诗十四首。